# Ivan Hodáč
Ivan Hodáč (13. května 1910 Brno – 23. ledna 1993 Praha) byl československý automobilový závodník. Zaměstnán byl jako obchodní zástupce u firmy Baťa Zlín, mezitím i jako důstojník československé armády a po válce jako soustružník v Motorletu Jinonice. 

## Život
Pocházel ze zámožné rodiny. Byl synem masarykovského politika, národohospodáře a právníka Františka Hodáče a malířky Adély Hodáčové, rozené Gollové (20. 10. 1883 Praha-Smíchov – 16. 12. 1969), dcery historika Jaroslava Golla, který působil na Karlově univerzitě. Jeho mladší sestrou byla herečka Nataša Gollová, vlastním jménem Nataša Hodáčová. Ivan Hodáč se narodil v Brně, ale vystudoval a maturoval v Anglii. V Petersfieldu hrál za školní jedenáctku fotbal, navíc vynikal v tenisu. Měl pověst bonvivána, svérázného muže družné a světácké povahy. Po návratu do Čech absolvoval obchodní akademii v Berouně. Zaměstnán byl až do konce II. světové války u firmy Baťa ve Zlíně. Když sloužil ve slovenském Komárně jako dragounský poručík (hodnost mu byla přiznána v lednu 1937), vyhrál v Nových Zámcích překážkový dostih na koni Irma. Na koni vyhrál i Proškův memoriál v Chuchli a v Karlových Varech dojel druhý. Vyhrál i svůj první automobilový závod, dvanáctihodinovku na trati Piešťany–Nové Mesto n.V.–Leopoldov s vozem Ford V8. Pracoval Bati ve Zlíně, u něhož s přestávkou vojenské služby a krátké kariéry důstojníka z povolání vydržel až do konce války.
Ještě v dragounské uniformě se ženil. Svatba Ivana Hodáče s Erikou Marií Magdalenou Stockar von Bernkopf (14. 4. 1915 Vídeň – 22. 8. 1984 Praha) se uskutečnila 27. května 1939 v Praze (kostel Nejsvětější Trojice). Z manželství se narodila dvojčata, která však zemřela po narození. Zřejmě to byla jedna z příčin neshod, které vyvrcholily rozlukou o pět let později (13. června 1944), načež bývalá žena se záhy (1945) provdala za Jiřího Karla Trnku. Po válce navštívil Československo maršál Bernard L. Montgomery. Při přehlídce čestné stráže jej na letišti v Praze - Ruzyni doprovázel štkpt. Ivan Hodáč. Krátce po druhé světové válce odešel z československé armády a pracoval jako soustružník v Leteckých závodech n. p., v roce 1948 přejmenovaném na Motorlet n.p. Praha – Jinonice. Jeho druhou ženou byla Kateřina Hodáčová (Růžičková). Dne 12. září 1947 se jim narodil syn Ivan (pozdější tajemník a zvláštní poradce představenstva Asociace evropských výrobců automobilů (ACEA) a spoluzakladatel Aspen Institute Central Europe finančně podpořeného Zdeňkem Bakalou) a v roce 1950 dcera Kateřina.
Ivan Hodáč od roku 1928 bydlel v Praze na Smíchově, na Janáčkově nábřeží čp. 713/33, v posledních letech od roku 1975 bydlel o několik domů vedle, na Janáčkově nábřeží čp. 133/61. 

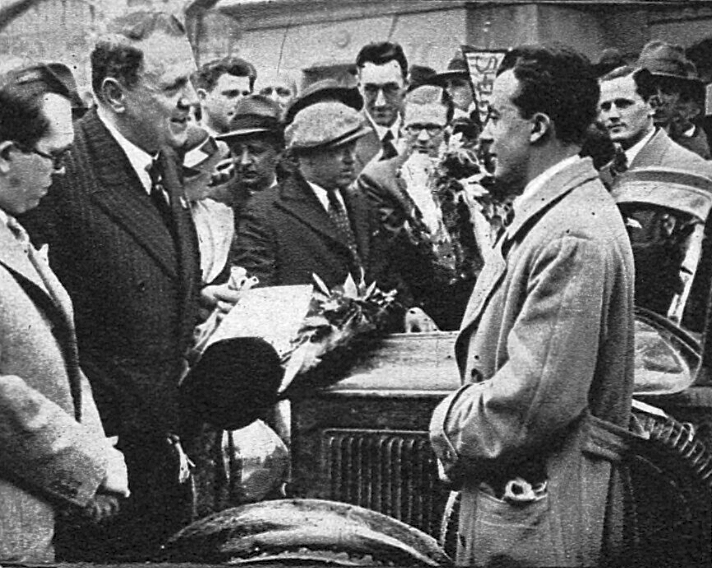
Cíl jízdy Junior 50 000 km, zleva JUDr. Vítězslav Kumpera (ředitel Walter), ing. Sedlák (AKRČs) a jezdec Ivan Hodáč přebírající vavřínový věnec (Letem světem, č. 29, 1934)

## Závodní kariéra
Nejdelší a nejúspěšnější byla jeho kariéra automobilová. Trvala přes 20 let (1934–1957). Řídit auto se naučil již ve svých 11 letech. Po II. válce začal závodit na BMW, které mu udržovali a připravovali mechanici z jinonické waltrovky. Když v roce 1985 připravoval Jaroslav Diblík pro magazín Veteran čs. závodníků jeho medailonek Hodáč ho výslovně požádal: "Napiště tam: Jindřichu Knappe a waltrováci, děkuji !". Jezdil v červené kombinéze a červené helmě. Svým vozům dával originální názvy, které se staly jeho přezdívkou, takže mu nejbližší říkali „Bibíšek“.

### 1934–1939

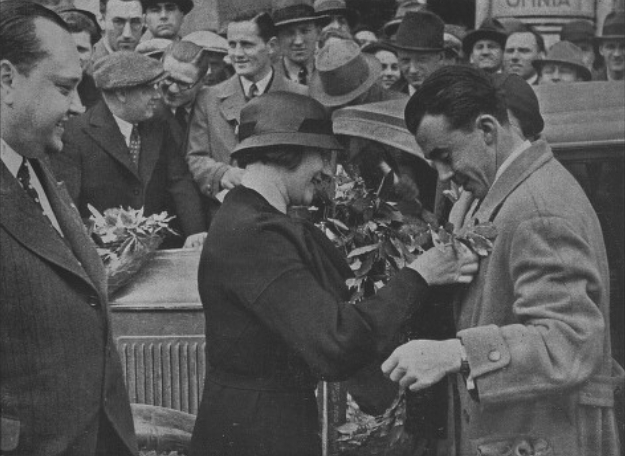
Ivan Hodáč dekorovaný Eliškou Junkovou po ukončení jízdy Junior 50000 km (1934)

V lednu 1934 byl členem úspěšné posádky Ing. Deston – Vlašín – Hodáč na Rallye Monte Carlo. Startovali na „zetce“ z norského Stavangeru a dojeli nakonec ve své třídě do 1,5 l jako devátí, podle jiných zdrojů 21. místo ve třídě, 50. absolutně. Cesta k tomuto úspěchu malého vozu Z 4 s objemem válců pouhých 905 cm³ však nebyla snadná. Nejobtížnější částí cesty byly zledovatělé silnice v Norsku, některé zas až s 33% stoupáním. Do cíle v Monte Carlu ze "stavengerských" automobilů dojela "zetka" jako první.  Brněnská Zbrojovka po návratu úspěšné posádky uspořádala slavnostní večeři v pražském Šramotově mezinárodním restaurantu (Na Příkopě 584/29), na které za sportovní komisi AKRČs. vystoupil Vilém Heinz a rovněž s gratulací i redaktor Jaroslav Kalva.
V Jinonicích se seznámil s Jindřichem Knappem (seznámili se blížeji při zpáteční cestě z Monte Carla, kde se Knapp také rallye zúčastnil) a zamířil nakrátko jako tovární jezdec k firmě Walter. Podle vlastního vyjádření startoval za Walter/Motorlet přibližně čtyřicetkrát. Jeho první vystoupení na voze značky Walter bylo při jízdě Walter Junior 50 000 km, která se konala při příležitosti konání XXIV. pražského autosalonu v roce 1934. Jezdilo se na trase Praha – Brno – Bratislava a zpět, po dobu 42 dnů (4. března – 15. dubna). Za volantem se vystřídalo na 20 jezdců, zahajoval Jindřich Knapp a 15. dubna v 11 hodin dopoledne na výstavišti končil Ivan Hodáč, který převzal z rukou zástupce AKRČs ing. Sedláka vavřínový věnec a byl dekorován Eliškou Junkovou. Vůz se zaplombovaným motorem ujel přes 50 000 km průměrnou rychlostí přes 50 km/h.
První závod na Walteru absolvoval na Zlínské osmě spolehlivosti (13. května). „Rallye“ se jela na "dvojokruhu" dlouhém 204 km po trase Zlín – Val. Meziříčí – Holešov – Zlín – Uh. Brod – Napajedla – Baťov (Otrokovice) a zpět do Zlína. Po boji obsadil 2. místo za Tomášem Baťou (Z 4). V červnu 1934 v II. ročníku závodu 1000 mil československých nasadila továrna Walter dva tovární týmy po třech vozech Junior SS. Jako první z Juniorů SS dojela do cíle posádka st. č. 23 Ivan Hodáč – František Zima (2. místo ve třídě do 1100 cm³, 6. místo absolutně) v čase 17:28:08 hod., čímž dosáhli průměrné rychlosti 92 km/h a překonali výrazně čas loňského vítěze této třídy Knappa.

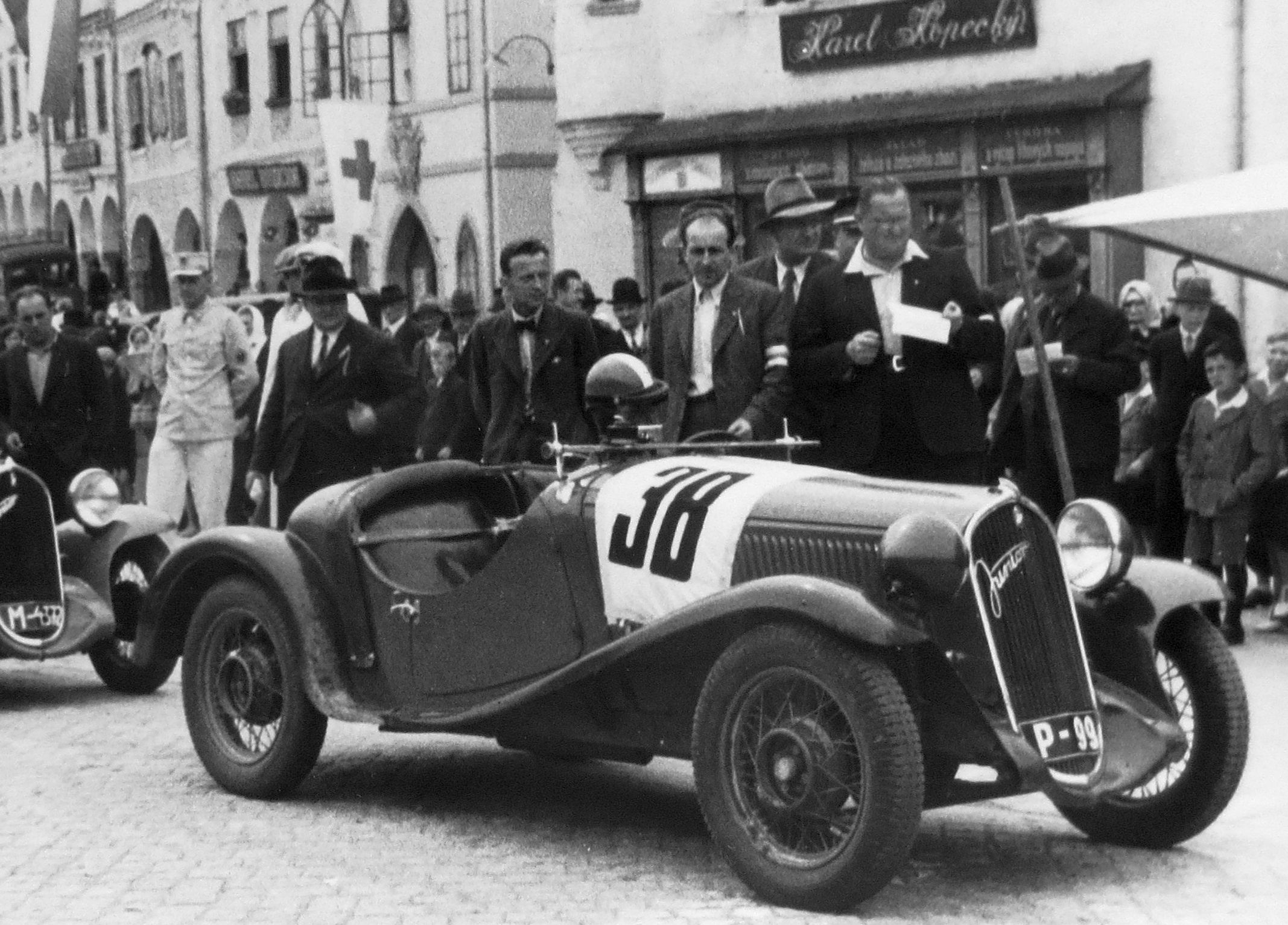
Ivan Hodáč, Walter Junior SS (Telč 1934)

Nezadařilo se mu na Krakonošově okruhu (II. ročník závodu), který se konal 1. července. Ivan Hodáč nedojel pro poruchu stroje Walter Junior SS. O mnoho lepší to nebylo ani v Telči. Na okruhu u Telče se 12. srpna uskutečnil I. ročník Auto-moto soutěže (Telč - Krahulčí - Mrákotín - Olší - Mysletice - Horní Myslová - Telč). Závod se jel na 8 kol (8x 20,9 tj. 167,2 km). Ivan Hodáč (st. č 38, "osobní" SPZ P-99) na Waltru Junior SS docílil sice nejlepšího času dne 2:10:19 hod (průměrná rychlost 82,7 km/h), ale protože průměr jeho celého závodu byl horší než příliš rychle jeté 1. kolo, byl podle platné klauzule pro tento závod diskvalifikován. V 3. kole totiž začalo pršet, v důsledku čehož všichni museli zpomalit.

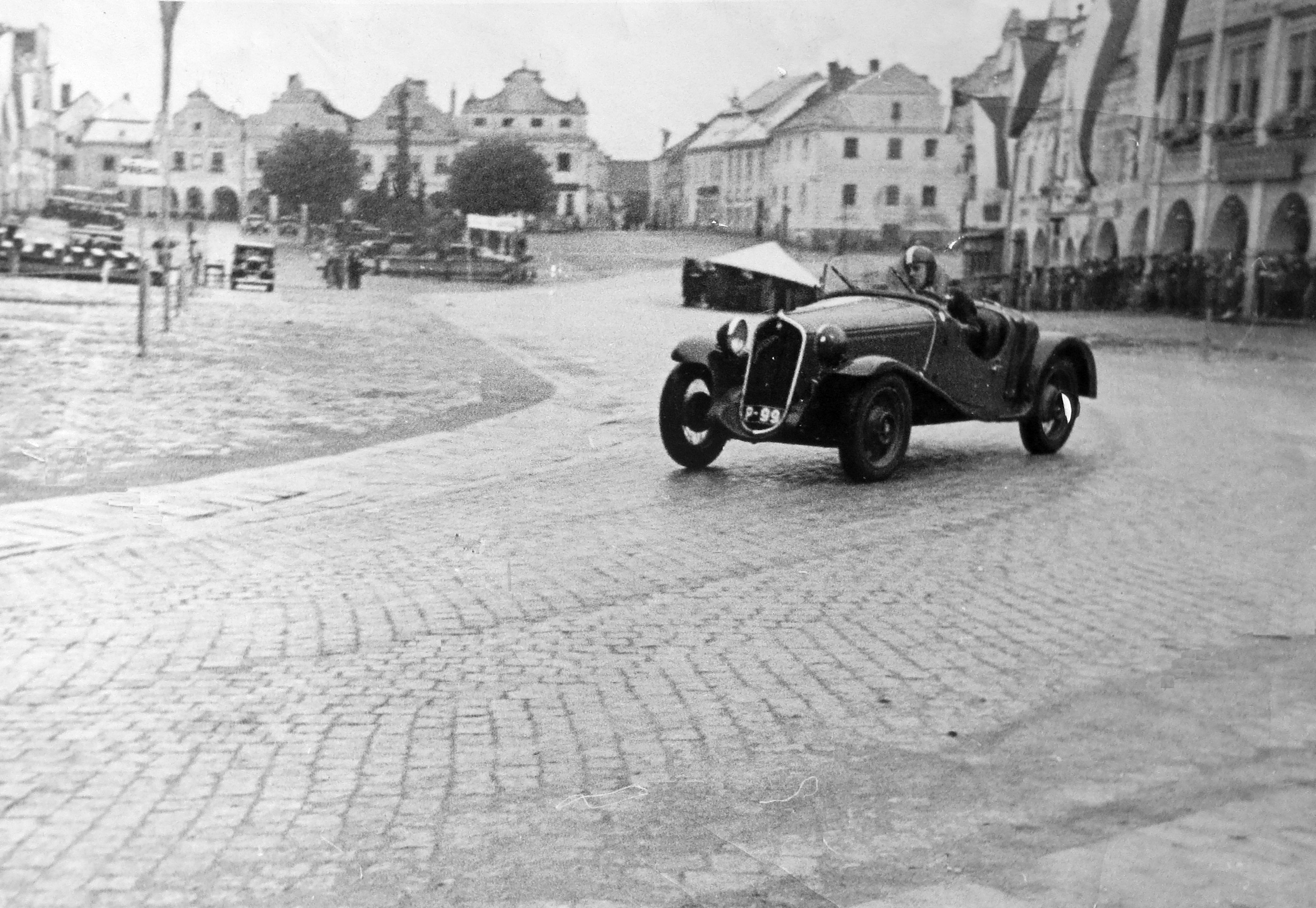
Ivan Hodáč s Walter Junior SS na trati soutěže Mezi dvěma branami (Telč 1934)

A do třetice se nezadařilo na Lochotínském okruhu. Automobily zde startovaly poprvé v roce 1934 (II. ročník, 26. srpna). Ze závodu na 10 kol bohužel odpadl ve 3. kole Ivan Hodáč (Walter Junior SS) pro poruchu spojky. Na zmíněných závodech v roce 1934 používal Hodáč na voze Walter Junior SS "aerodynamickou" novinku. Přední světlomety měl otočeny o 90°, aby čelní odpor byl co nejmenší. Nakolik mu to řešení pomohlo pro dosažení úspěchu není známo. Zřejmě to "odkoukal" od Rudolfa Caraccioly, který s takto upraveným Mercedesem SSK startoval (a vyhrál třídu sportovních vozů) na závodě do vrchu Zbraslav-Jíloviště v roce 1930. Koncem roku 1934 mu byl sportovní komisí Autoklubu Republiky Československé (AKRČs) právem udělen stříbrný odznak, především za výkon na 1000 mílích československých.
Domácí sezóna 1935 zahajovala koncem dubna závodem do vrchu Jenerálka v Praze. Hodáčovi netekl benzin do karburátoru, a tak s kašlajícím vozem Walter Junior SS dojel na 5. místě ve třídě do 1100 cm³. V červnu měl opět startovat na závodu 1000 mil československých. Do závodu byl Ivan Hodáč přihlášen se spolujezdcem Kühnem na voze Walteru Junior SS v kategorii do 1100 cm3 (st. č. 41), ale na startu se z neznámých důvodů neobjevil. Svou roli v tom asi hrála nevyjasněná závodní „politika“ jinonické továrny. Hodáče toto chování vedení firmy tak rozlítilo, že od tohoto okamžiku startoval téměř výhradně na vozech Aero (Aero 30). Hned na III. ročníku Krakonošova okruhu obsadil s Aerem 30 v třídě do 1100 cm³ pěkné 2. místo. Na začátku léta se opět krátce vrátil na Walter Junior SS. Ve III. ročníku Lochotínského okruhu (23. června) Ivan Hodáč obsadil 2. místo ve třídě sportovních vozů do 1100 cm³, i když jej "zpomalila" kolize se Zetkou Karla Vlašína. Brandýský okruh (17. srpna) byl nejvíce obeslán ve třídě seniorů na cestovních vozech do 1100 cm3). Zde svedli tuhý boj Formánek, Dohnal, Hodáč, Janík a Kůrka na vozech Aero 30. Na druhém místě se vystřídali Hodáč s Dohnalem, ale pak Hodáče zdržela výměna pneumatiky. Po téměř hodině a půl dojeli do cíle v pořadí Formánek, Dohnal a Hodáč. Na stejném podniku jel i ve třídě sportovních automobilů do 1500 cm³, kde skončil na 4. místě, když ho těsně před cílem předstihl Dohnal. V září 1935 obsadil na Aeru 30 v třídě do 1100 cm³ 2. místo v VI. ročníku Jihočeské soutěže, kde jej porazil dlouholetý rival K. Vlašín na Z 4. Na I. ročníku závodů automobilů na Ostravském okruhu 22. září 1935 obsadil na Aeru 30 za vítězným Vlašínem na Zetce 3. místo.
V roce 1936 zahajovala mezinárodní sezónu standardně Rallye Monte Carlo. Z Československa se měla zúčastnit mj. posádka Miloš Bondy – Ivan Hodáč na šestiválci Renault o objemu motoru 4,08 l, ale v samotném 15. ročníku této rallye nestartovali. Při přejezdu z Prahy do Bukurešti totiž Miloš Bondy vážně havaroval. Poté Hodáč kariéru závodníka přerušil a sloužil v československé armádě. Dragounský podporučík Hodáč byl počátkem roku 1937 povýšen do hodnosti poručíka. Přesto v červnu 1937 na voze Ford V8 zvítězil při 6. cílové jízdě do Piešťan. Jeho třetí start na Rallye Monte Carlo se odehrál v roce 1937. Se spolujezdcem A. Mahrem na Fiatu však soutěž nedokončili.

### 1946–1957

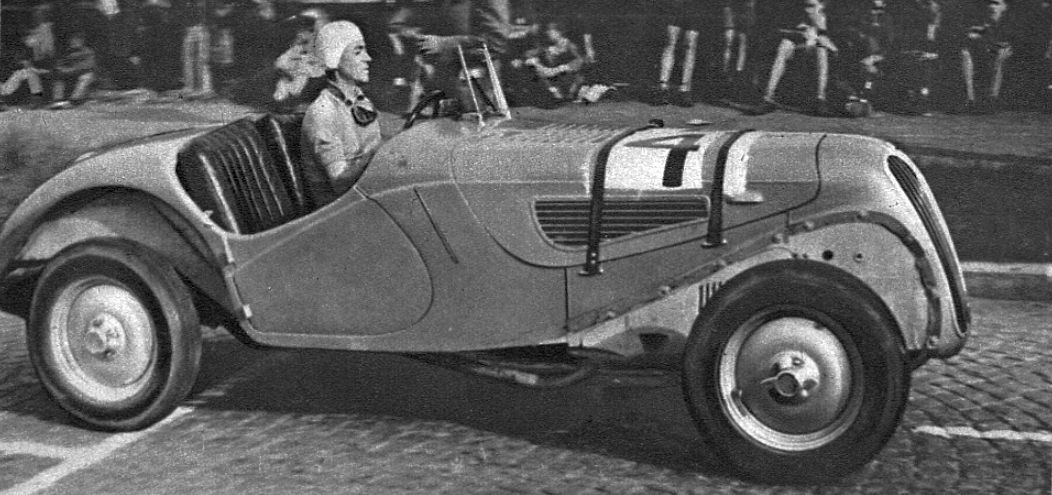
Ivan Hodáč na BMW, absolutní vítěz Velké ceny Prahy (1946)

Hodáčova bohatá a úspěšná kariéra pokračovala až po II. světové válce. Krátce po válce se v Motole jela Velká cena hl. města Prahy, rychlostní závod automobilů a motocyklů na tzv. Motolském okruhu dlouhém 4,56 km (16. června 1946). Zajímavé závody sledovalo 100 000 diváků, mezi nimiž byl i ministr informací Václav Kopecký a také náčelník Hlavního štábu československé branné moci armádní generál Bohumil Boček. V závodních automobilech  přes 1500 cm³ a v celkovém pořadí automobilů v čase 1:25:43,4 h zvítězil kpt. Ivan Hodáč (tehdy pobočník gen. Bočka). Ten na BMW 328 dosáhl průměrné rychlosti 113 km/h (30 kol/136,8 km). V motocyklech hlavní závod vyhrál František Juhan v nejlepším času dne. A na záčátku léta ve Velké Heinzově soutěži beztrestně skončila kpt. I. Hodáč – J. Forman (Fraser-Nash) druhá ve třídě do 2000 cm³. Koncem června 1946 odpadl v 7. kole ze 3. místa na Hradeckém okruhu se sportovním BMW (přes 1500 cm³).

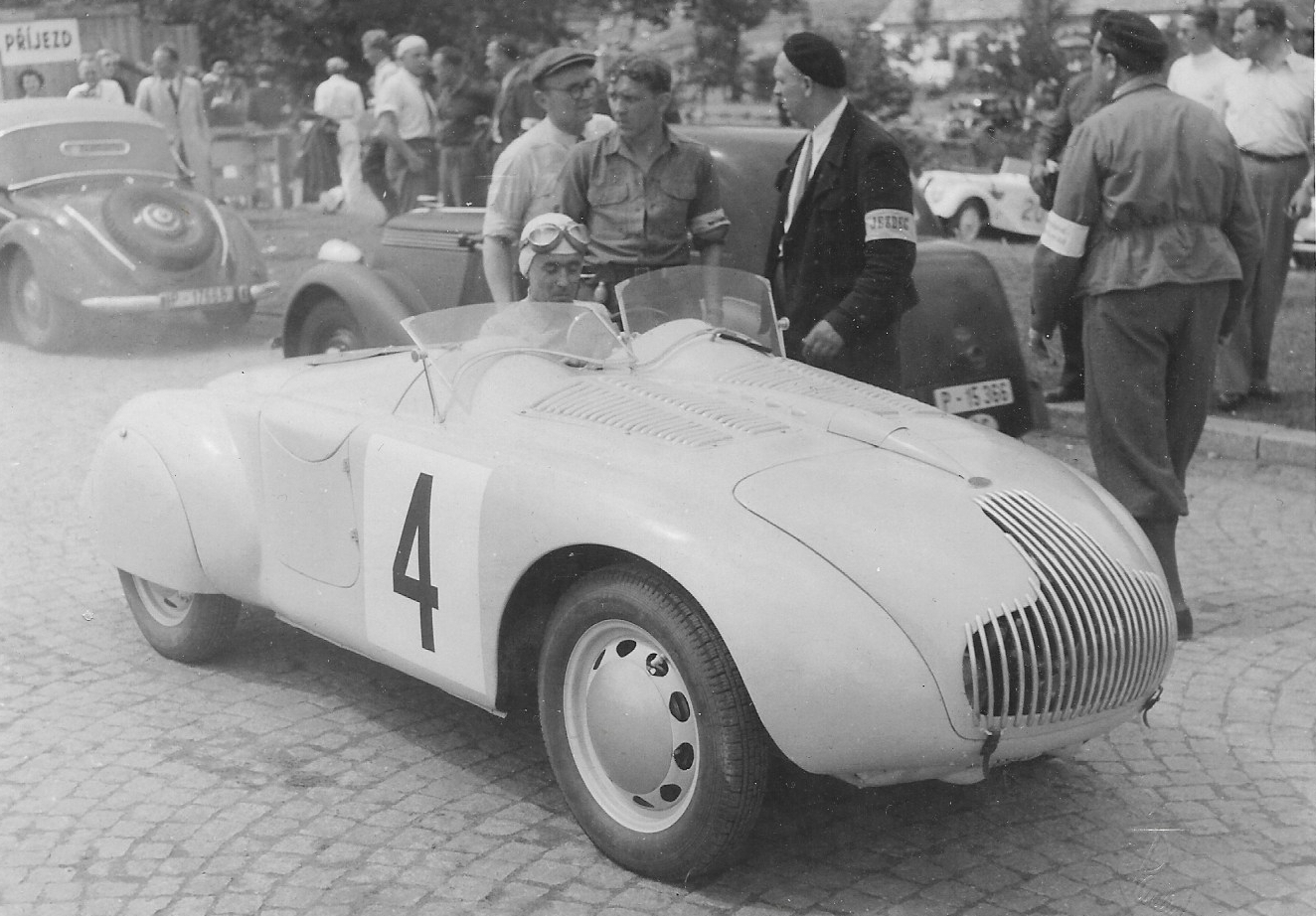
Ivan Hodáč, Aero Minor Spider (Pražský trojúhelník 1947)

V I. pololetí roku 1947 stále závodil Ivan Hodáč na sportovním BMW. V únoru 1947 zvítězil kpt. Ivan Hodáč v "Jízdě do vrchu Panorama" v Karlových Varech a ve Velké zimní soutěži 1947. V dubnu zvítězil na Jihočeské jarní soutěži (ve třídě do 2000 cm³), která se konala 6. dubna, a 19.–20. dubna ve sportovních automobilech přes 1500 cm³ slavil vítězství v Praze na okruhovém závodu Dvěma směry, když za sebou nechal i Bruna Sojku (rovněž BMW). S novým, cestovním Aero Minorem startoval se Zdeňkem Treybalem ve švýcarské Rallye de Neiges ze Sv. Mořice do Ženevy.
Od léta 1947 závodil na prototypovém voze Aero Minor Spider (objem byl zvýšen na 744 cm³, výkon stoupl na 23 kW/30 k), který byl vyroben v jinonickém Motorletu, a slavil s ním první vítězství v neděli 29. června 1947 na automobilových závodech v Liberci, a zvítězil ve třídě do 750 cm³ na krušnohorském závodu do vrchu Teplice-Šanov resp. Dubí - Cínovec (13. července), dále 3. srpna 1947 na silničním okruhu u Kunratic a na Pražském trojúhelníku (start. č. 4). Druhý dojel 28. září na I. Vršovickém okruhu.

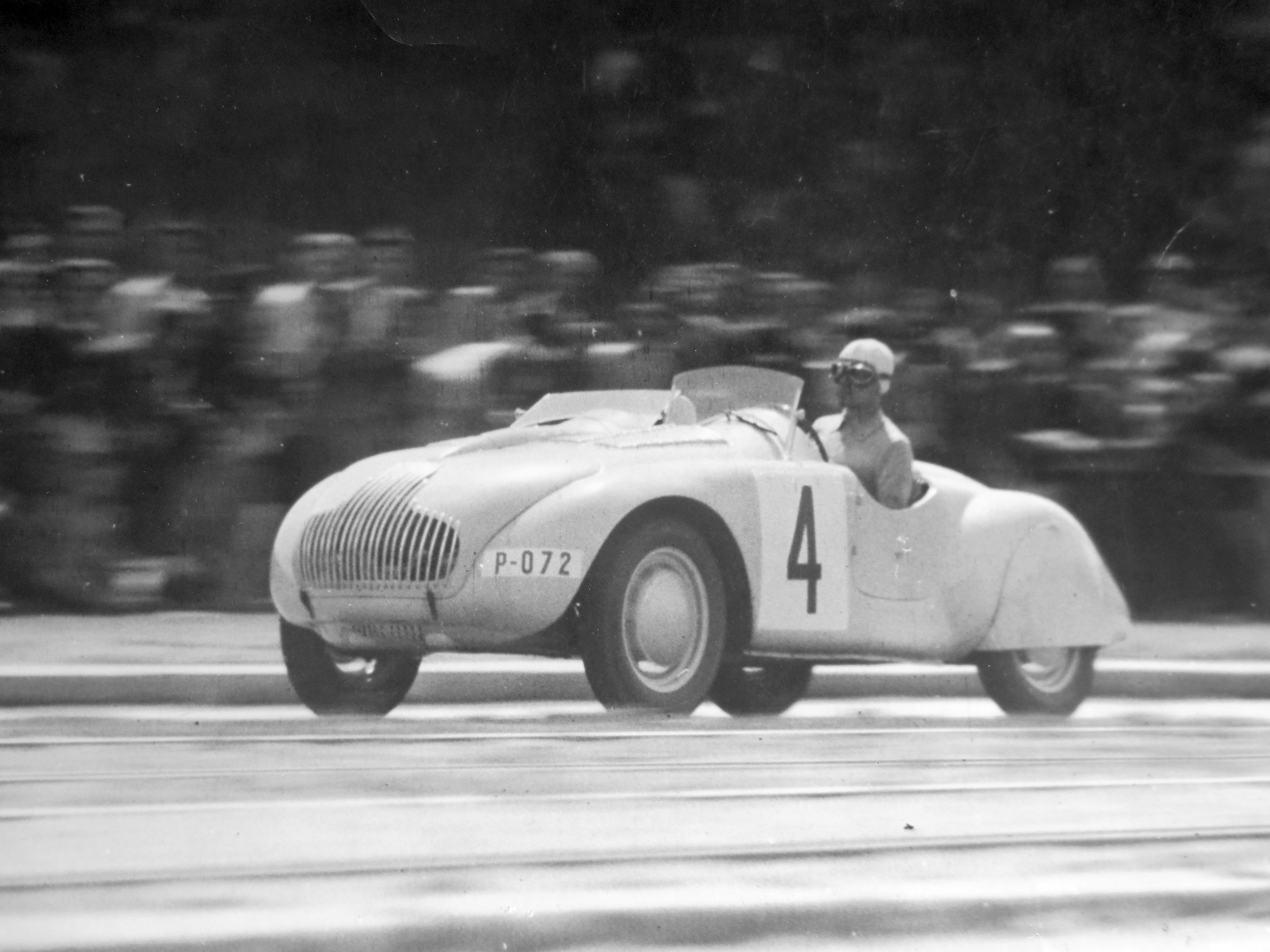
Aero Minor Spider (1947), Ivan Hodáč

V 5. ročníku Zimní automobilové soutěži AKRČs (21. a 22. února 1948) získala zlatou plaketu i posádka Hodáč Ivan – Hodáčová Kateřina na voze Jawa Minor. Ve známé soutěži Raid Polski vyhrál Ivan Hodáč na sériovém, cestovním Aero Minoru v absolutním pořadí a ve třídě, za což si přivezl stříbrný pohár polského prezidenta Bolesława Bieruta, a také v soutěži týmu skončilo družstvo Minorů na 1. místě. Druhý poválečný ročník závodu automobilů v Hradci Králové se jel 9. května 1948 na okruhu dlouhém 2 300 metrů a Ivan Hodáč na Spideru opět zvítězil. V červnu 1948 si Hodáč (Aero Minor Spider) na okruhu v Liberci zopakoval své loňské vítězství. Ve dvanáctihodinovém závodě v Paříži (Autodrome de Linas-Montlhéry), který se konal 12. září 1948, obsadila posádka Ivan Hodáč/Čeněk Machač na Minoru Spider (st. č. 58) v celkovém pořadí 31. místo a 2. místo ve třídě. Jen potíže se spouštěním zahřátého motoru odsunuly Hodáče na druhé místo ve třídě za Francouzi Molinarim s Prattem na Simce Gordini T5, ustavili však nový rekord třídy na jedno kolo.

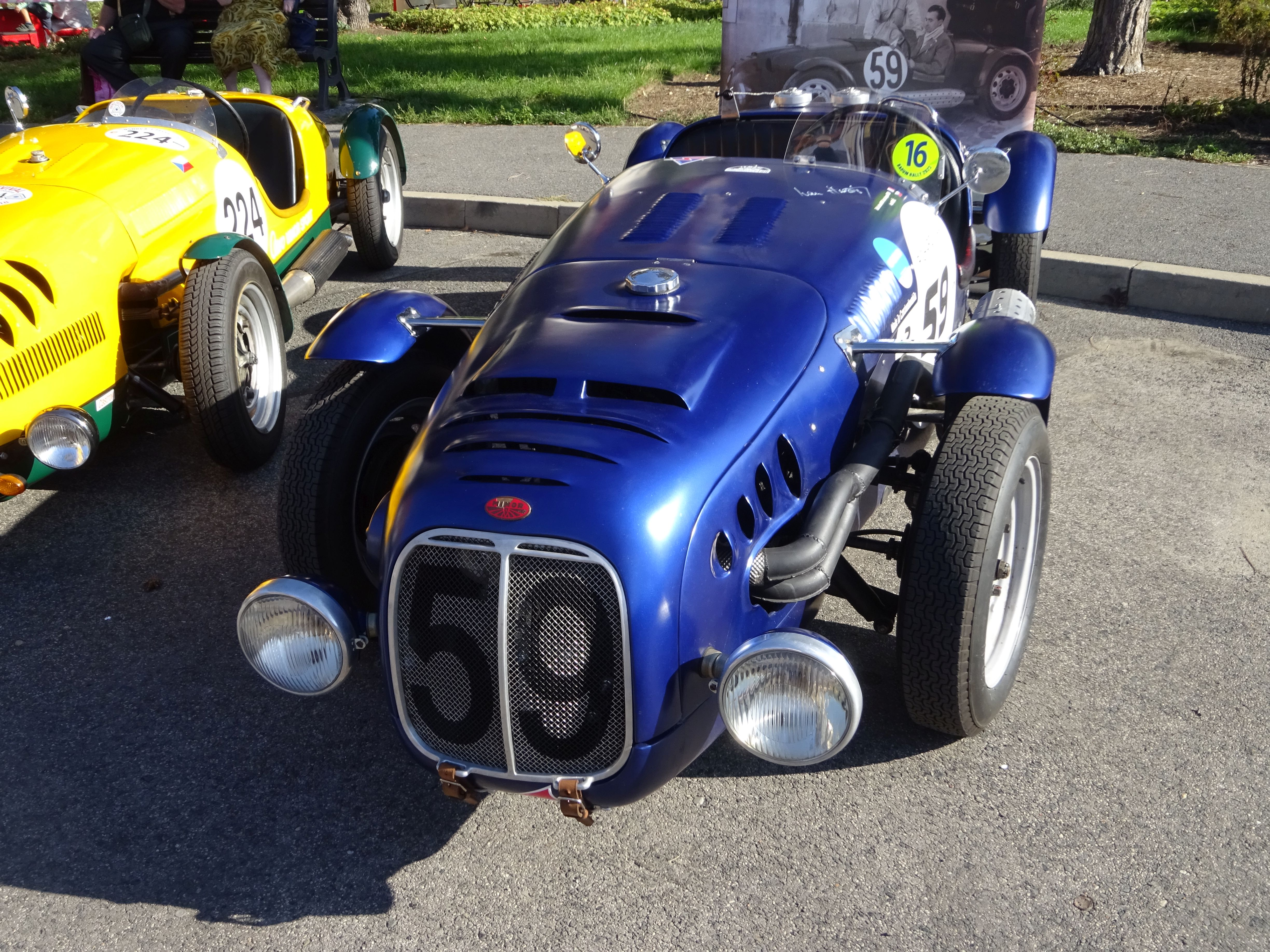
Aero Minor Sport z Le Mans 1949, Poch-Hodáč, Zbraslav (2023)

Na začátku roku 1949 byli jezdci na cestovních Minorech úspěšní v prvním poválečném ročníku Rallye Monte Carlo, z nichž posádka Ivan Hodač/Čeněk Machač obsadila 6. místo ve třídě a v celkovém pořadí skončila na 88. místě. Dalšího úspěchu docílila v červenci 1949 posádka Hodáč – Poch, když dovedla ve 12. Alpské rallye (XII Rallye des Alpes Françaises) Minora do cíle na 1. místě ve třídě a 17. v celkové klasifikaci.
Další sportovní Minor (Aero Minor Sport) s motorem z jinonického Aero Minor Spider vyjel roku 1949 z Letova. Posádky Krattner – Sutnar a Ivan Hodáč s Francouzem Jacquesem Pochem (* 21. července 1912 – † 21. května 2009, oficiální importér motocyklů Jawa a vozů Aero Minor, Škoda a Tatra do Francie), s ním startovaly 25.-26. června 1949 na slavném závodě 24 hodin Le Mans. Závod skončil obrovským úspěchem Minorů. Krattner se Sutnarem (st. č. 58) obsadili první místo ve třídě a druhé v celkové klasifikaci (dle výkonnostního koeficientu) za dvanáctiválcovým vozem Ferrari 166 MM. Druhý Minor Hodáče s Pochem (st. č. 59) dojel 3. ve třídě a v celkovém pořadí na 13. místě z celkem 19 vozů, které závod dokončily.
Mezi Hodáčovo umístění doma na stupních vítězů patřilo 2. místo za Sutnarem v Novém Boru (7. května 1950) a 3. místo v prvním ročníku pražského závodu o Štít Strahova v roce 1950. Na podzim Hodač startoval na Aero Minor Sport 1. října na Národním automobilovém závodu na okruhu Ecce Homo a ve vytrvalostním závodě v Brně. Za přítomnosti 35 000 diváků obsadil na Ecce Homo v třídě sportovních vozů do 1500 cm³ na Minoru Sport 3. místo a 8. místo ve třídě do 750 cm³. V dalších letech 1951-1953 a 1957 si na Aero Minor Sport na okruhovém závodu Ecce Homo ve Šternberku své účasti zopakoval, avšak bez významnějšího úspěchu. V 12h vytrvalostním závodě na závěr sezóny, který se konal v neděli 8. října 1950, v klasifikaci podle ujeté vzdálenosti v třídě do 750 cm³ zvítězil na Minoru Sport Sutnar (1086,2 km) před Machačem (1066,4 km) a Hodáčem (1056,4 km). Na brněnském okruhu (Závod družby národů, Velká cena Československa) skončil Hodáč 28. září 1952 na 6. místě ve třídě do 750 cm³ a účast na tomto závodě si zopakoval i v roce 1954.
II. Celostátní rychlostní závod motocyklů a automobilů Cena Prachovských skal se jela 6. září 1953 pod hlavičkou Svazarmu - AMK Jičín (II. ročník). Trať měla 19 levotočivých a 27 pravotočivých zatáček, výškový rozdíl byl 115 m. Těmto závodům přihlíželo přes 30 000 diváků. Jezdci na Minorech obsadili kompletně stupně vítězů v pořadí Oldřich Šusta, Ivan Hodáč a Arnošt Vávra. Jeho poslední vítězství viděli diváci v Turnově 5. června 1955 a ve Žďáru na Sázavou v roce 1956. Posledním jeho závodem zřejmě byla Velká noční automobilová soutěž 1957 v Praze. Po sedmdesátce se vrátil rekreačně k tenisu.

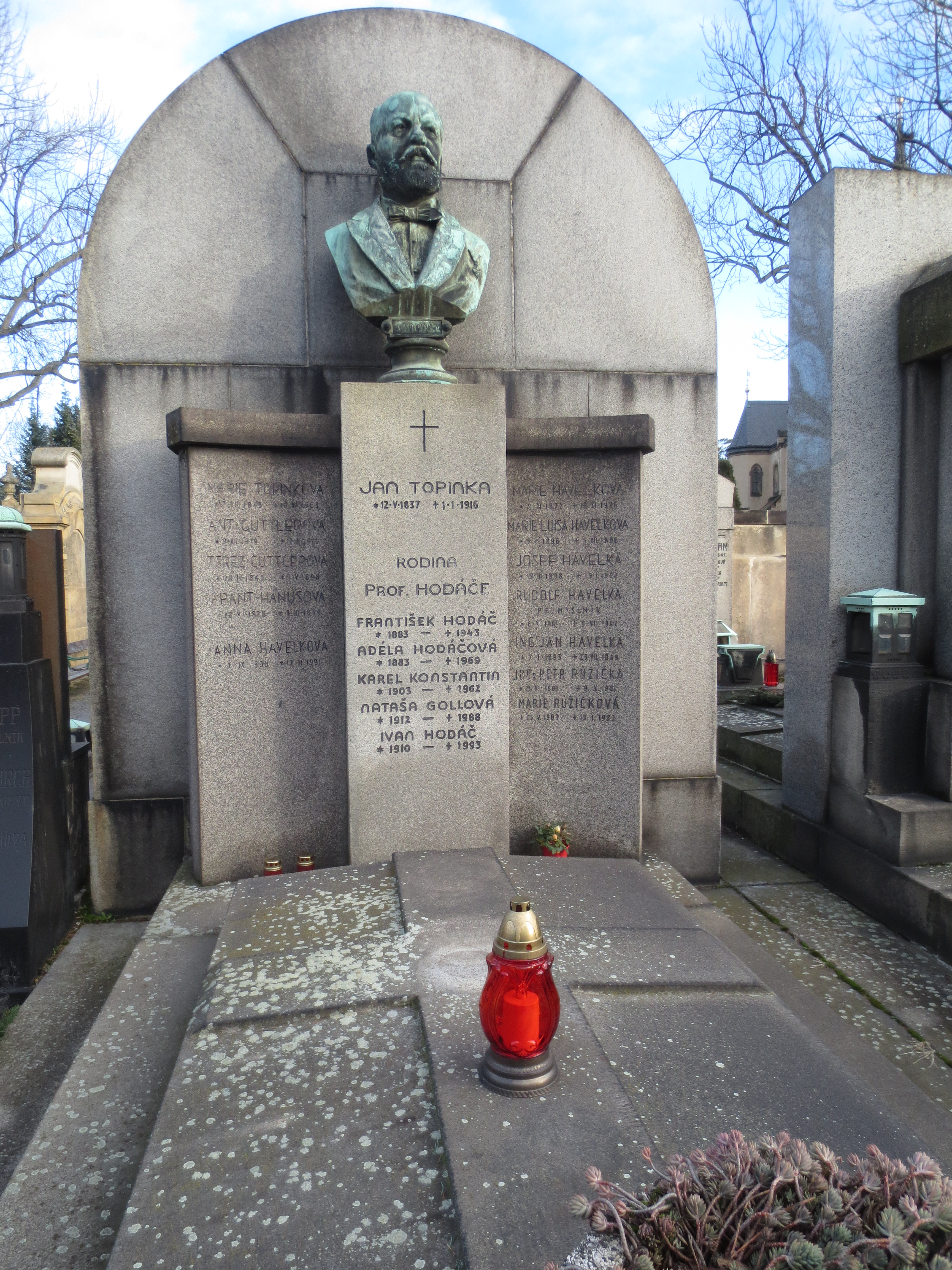
Hrob Ivana Hodáče, Nataši Gollové a jejich otce prof. Františka Hodáče na Vyšehradském hřbitově